# Vilallonga del Camp
Vilallonga del Camp – gmina w Hiszpanii, w prowincji Tarragona, w Katalonii, o powierzchni 9,08 km². W 2011 roku gmina liczyła 2204 mieszkańców.